# Marc Castex
Pour les articles homonymes, voir Castex.
Marc Castex, né le 13 septembre 1914 à Marambat (Gers) et mort le 17 mai 2002 à Auch (Gers), est un homme politique français. Il est maire de Vic-Fezensac de 1971 à 1989 et sénateur du Gers de 1980 à 1989.

## Biographie
Marc Claude Albert Castex naît à Marambat. Son père est forgeron et sa famille vit dans le Sud-ouest de la France depuis au moins le XIXe siècle. Il étudie à l'école communale de Vic-Fezensac, puis à l'École nationale professionnelle à Tarbes et à l'École des Arts et métiers d'Angers. Il en sort ingénieur en 1937.
Il effectue son service militaire et est maintenu sous les drapeaux jusqu'en 1940 du fait de l'entrée en guerre de la France et de l'Allemagne. Une fois libéré de son service, il entre dans la concession de matériel agricole de son père.
Il s'engage dans la vie publique du Gers, bien qu'il n'adhère à aucun parti. Il est d'abord chargé des questions sportives au sein du conseil municipal de Vic-Fezensac de 1941 à 1944. Il se présente aux élections municipales de 1947, sans succès, avant d'être élu conseiller municipal en 1953.
En 1964, il devient conseiller général de Vic-Fezensac et est constamment reconduit pendant vingt-quatre ans. Il devient maire de Vic-Fezensac en 1971. Il conserve ce poste jusqu'en 1989. Il modernise la ville en la dotant d'équipements collectifs et construit des écoles.
Il se présente en septembre 1971 aux élections sénatoriales, sur la liste d'Union républicaine soutenue par le Parti radical-socialiste et le Mouvement des Réformateurs. Il échoue au deuxième tour, et Abel Sempé et Henri Tournan sont élus à sa place.
Il se représente en septembre 1980, il crée la surprise en devançant  de treize voix le sortant Henri Tournan. Il siège à la Commission des Affaires sociales de 1980 à 1989.
Il ne prend jamais la parole au Sénat pendant tout son mandat. Il est cosignataire d'une proposition de loi tendant à étendre aux territoires d'outre-mer les dispositions de l'article 9 de la loi du 9 septembre 1986 relative à la lutte contre le terrorisme, en 1989. Il est aussi l'auteur de questions écrites : en 1981, il interpelle ainsi le ministre de l'Industrie sur le contrôle des entreprises de distribution de l'acier, puis le ministre du Budget à propos de l'augmentation de la taxe professionnelle.
Il vote la loi Peyrefitte renforçant la sécurité et protégeant la liberté des personnes en 1980, la loi portant abolition de la peine de mort en 1981, la loi Defferre relative aux droits et libertés des communes, des départements et des régions en 1982, la loi relative aux prestations de vieillesse, d'invalidité et de veuvage en 1982, et la loi relative au revenu minimum d'insertion en 1988.
Il renonce progressivement à ses mandats électifs et renonce à solliciter le renouvellement de son mandat de sénateur du Gers lors des élections de septembre 1989.
Chevalier de la Légion d'honneur, officier de l'ordre national du Mérite, du Mérite agricole et du Mérite sportif et commandeur des Palmes académiques[réf. nécessaire], il meurt à l'âge de quatre-vingt-sept ans le 17 mai 2002 à Vic-Fezensac.
Il est le grand-père du Premier ministre Jean Castex.

## Distinctions
- Chevalier de la Légion d'honneur
- Officier de l'ordre national du Mérite
- Officier de l'ordre du Mérite agricole
- Officier de l'ordre du Mérite sportif‎
- Commandeur de l'ordre des Palmes académiques

## Détail des fonctions et des mandats
Mandats locaux
1953 - 1971Conseiller municipal de Vic-Fezensac
1971 - 1989Maire de Vic-Fezensac
1964 - 1988Conseiller général du canton de Vic-Fezensac
Mandat parlementaire
28 septembre 1980 - 1er octobre 1989Sénateur du Gers